# Aeroportul Ing. Alberto Acuña Ongay
Aeroportul Ing. Alberto Acuña Ongay (IATA: CPE, ICAO: MMCP) este un aeroport din San Francisco de Campeche, Campeche Municipality⁠(d), Campeche, Mexic ce deservește zona San Francisco de Campeche. Aeroportul a fost tranzitat în 2023 de 107.892 de pasageri. A fost deschis în 1965.
Situat la o altitudine de 10 m, aeroportul dispune de o singură pistă. Este operat de Aeropuertos y Servicios Auxiliares⁠(d).